# Печенізький заказник
Печені́зький зака́зник — ландшафтний заказник місцевого значення в Україні. Об'єкт природно-заповідного фонду Харківської області. 
Розташований на території Печенізького району Харківської області, на північний схід і схід від села Мартова. 
Площа — 365,7 га. Статус присвоєно згідно з рішенням облради від 25.09.2001 року. Перебуває у віданні: ЗАТ Еко-Агрофірма «Фауна». 
Статус присвоєно для збереження цінних природних комплексів у долина річки Гнилушка. Тут виявлено понад 20 видів рослин і тварин, занесених до Червоної книги України. Водоохоронна зона Печенізького водосховища.

## Галерея

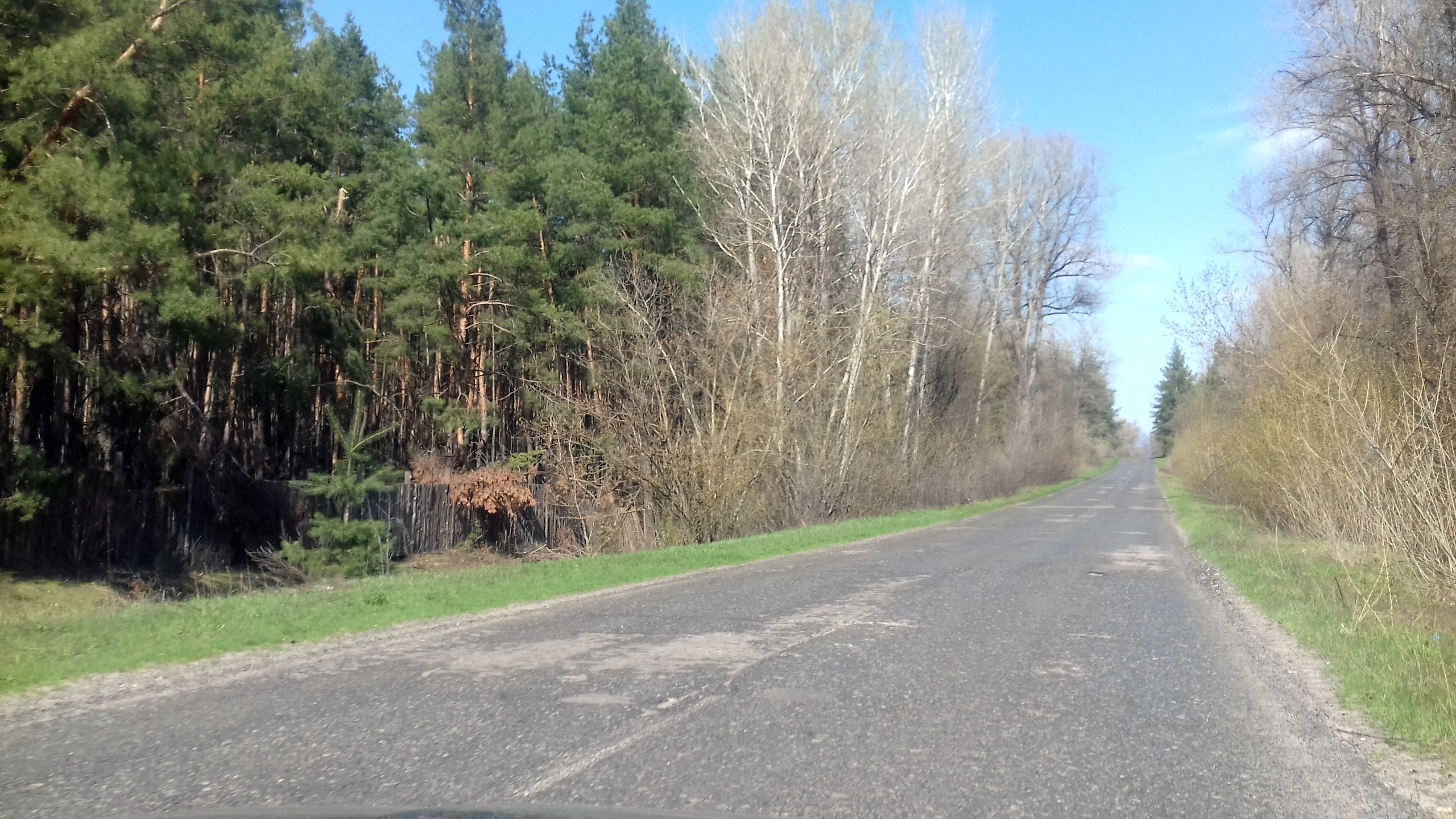
Дорога неподалік від села Мартова
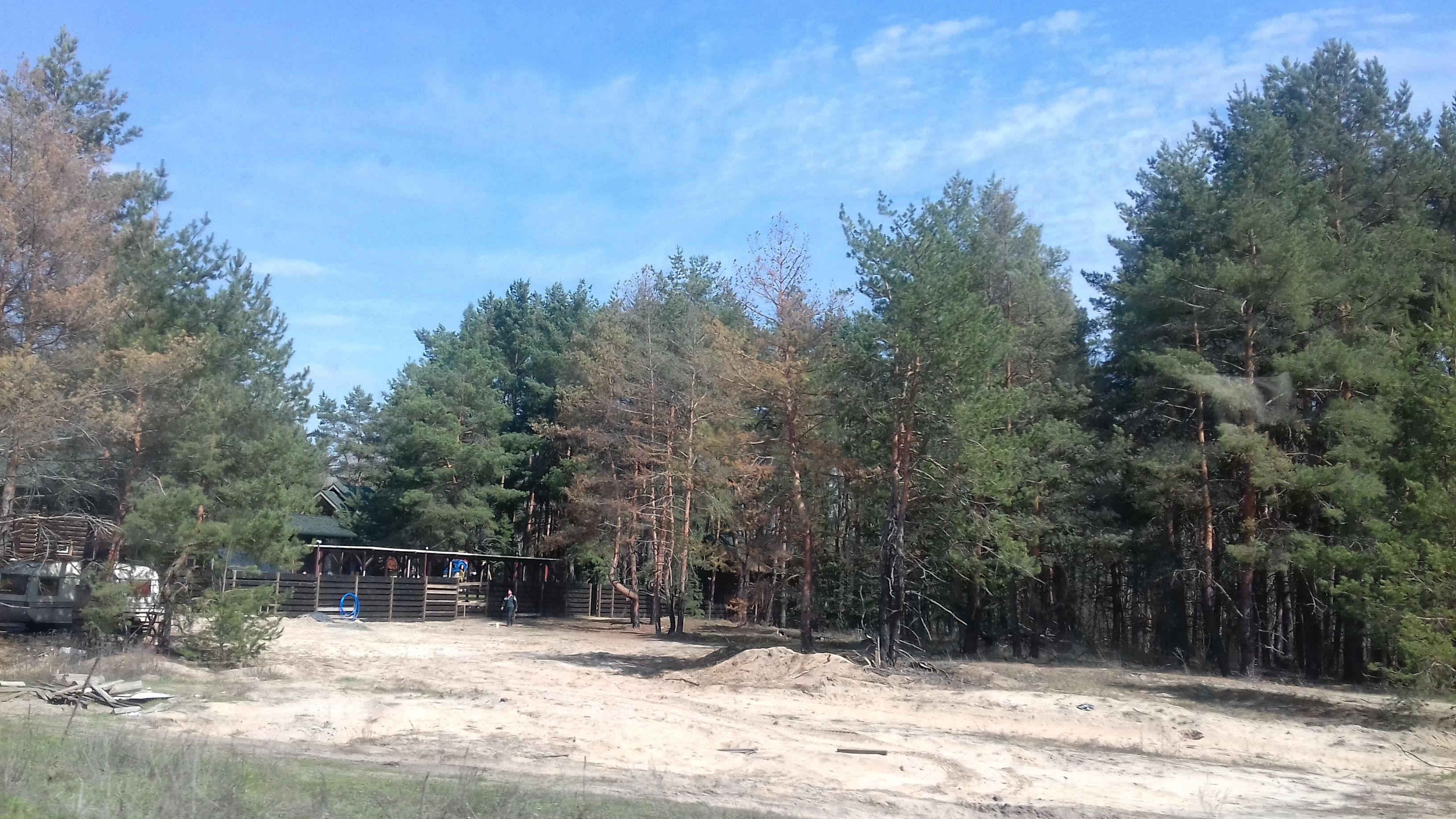
Ліс неподалік від села Мартова